# Inga Humpe
Inga Humpe (Hagen, 13 januari 1956) is een Duitse zangeres, componiste en songwriter. Met bands als Neonbabies, DÖF en Humpe & Humpe behoorde ze tot de bekendste muzikanten van de Neue Deutsche Welle. Met Tommi Eckart vormt ze heden de band 2raumwohnung. Ze is de jongere zus van Annette Humpe.

## Biografie
Haar kindertijd bracht Humpe door in Herdecke aan de Ruhr, waar haar ouders een banketbakkerij leidden. Na het eindexamen begon ze in 1975 een studie kunstgeschiedenis en vergelijkende literatuurwetenschap aan de RWTH Aken, maar wisselde in het opvolgende jaar naar de Freie Universität Berlin. Bovendien bezocht ze nu en dan de Max Reinhardt-Schule om actrice te worden.
Na eerste muzikale projecten formeerde Humpe eind jaren 1970 de punkband Neonbabies, waarin ze tot 1983 actief was als zangeres. Bij een breed publiek bekend werd Humpe als lid van DÖF met hun hit Codo. In 1984 produceerde ze met Garreth Jones het album Parlez-vous Schaumburg van Palais Schaumburg (band). Van 1985 tot 1988 bracht ze met haar oudere zus Annette Humpe de twee albums Humpe • Humpe en Swimming with Sharks uit. Beiden traden op als Humpe & Humpe en later werden ze onderscheiden met de 1 Live Krone voor hun levenswerk. Ook zingt ze  op soundtrack voor de film Der Kuss des Tigres (1988), die door Thomas Fehlmann wordt geproduceerd. Met hem vormt ze ook het eenmalige project Ingator waarvan de single ManoMano (1991) verschijnt.
Humpe werkte nu en dan als gastzangeres, onder meer aan opnamen van de artiesten Stephan Remmler, Falco en Marc Almond. Bovendien schreef ze de muziek voor de bioscoopfilm Der Kuß des Tigers van Petra Haffter. In 1989 verscheen onder de titel Planet Oz het eerste soloalbum van Inga Humpe. Midden jaren 1990 bracht ze onder de naam Bamby de plaat Walls of Sugar uit, die door critici weliswaar positief werd beoordeeld, maar commercieel niet kon evenaren met voorgaande projecten. Met Ralf Hertwig produceerde ze in 1995 Shut Up (And Sleep with Me) van Sin with Sebastian.
Sinds 1993 is ze gelieerd met Tommi Eckart, die tijdens deze periode Andreas Dorau produceerde, op wiens album Humpe te horen was als gastzangeres. In 2000 componeerde ze met Eckart in het kader van een studioproject een song, die werd gebruikt voor een tv-reclame. Beide partijen werkten aanvankelijk onder een pseudoniem. Later werd 2raumwohnung uiteindelijk de officiële naam van het duo. Het eerste album Kommt zusammen werd uitgebracht in 2001, maar commercieel was 36 Grad uit 2007 de meest succesvolle plaat. Tot 2013 produceerde Humpe met haar partner in totaal zeven albums en werd ze drie keer onderscheiden met een gouden plaat. In 2005 kregen ze de Goldene Stimmgabel als beste duo.
Naast eigen songs werkte Humpe met 2raumwohnung ook als producente, onder andere bij het debuutalbum Gegen die Zeit van Toni Kater in 2004. In 2011 nam ze in duet met Udo Lindenberg het nummer Ein Herz kann man nicht reparieren op voor MTV Unplugged – Live aus dem Hotel Atlantic, dat meervoudig werd onderscheiden met platina. Humpe schreef songs voor Kylie Minogue en andere artiesten, remixen ontstonden voor Ennio Morricone en Herbert Grönemeyer. Ook de filmmuziek van Das Sams en Mädchen, Mädchen is afkomstig van 2raumwohnung.
Vooraf aan de Best-of-albums en de livetournee van 2020 naar aanleiding van het 20e jubileum van 2raumwohnung bracht Humpe met Wir trafen uns in einem Garten een literair portret uit, dat o.a. het begin in het Sauerland beschrijft. De Frankfurter Allgemeine Zeitung prees in haar verslag het virtuoze verhaal van de auteur.

## Verder
Met Eckart is ze vennoot van het onafhankelijk label it-sounds met zetel in Osnabrück, dat ook Toni Kater, EL*KE, Tito & Tarantula en Stephan Remmler heeft uitgebracht. Sinds 1993 woont Humpe met haar levenspartner Tommi Eckart in Berlin-Mitte. Ze woont in hetzelfde huis als Max Raabe, die ook heeft gewerkt met haar zus Annette.

## Onderscheidingen
Inga Humpe kreeg als lid van 2raumwohnung diverse onderscheidingen, waaronder meermaals de Dance Music Award. In 2005 kreeg ze samen met haar zus Annette de 1 Live Krone voor haar oeuvre. In mei 2018 werd ze onderscheiden met de Fred Jay-prijs voor haar songteksten.